# 湘南ハートブレイク
「湘南ハートブレイク」（しょうなんハートブレイク）は、1989年6月7日にビクター音楽産業より発売された荻野目洋子の18枚目のシングル。

## 概要
表題曲「湘南ハートブレイク」は、1987年の第18回世界歌謡祭グランプリ受賞曲となった武内千佳「No,No,No」（作詞：湯川れい子）のリメイク曲。湘南を舞台にしたシングル曲を発表するのは、1987年3月発売の「湾岸太陽族」以来2年3か月ぶりである。この曲でメガロポリス歌謡祭にて第8回ポップス大賞を受賞、感極まり涙を流しながら歌唱された。
TBS系音楽番組『ザ・ベストテン』では2週連続でランクイン、最高位は第6位であった。前作の「ヴァージ・オブ・ラブ」では同番組への出演を拒否したため、荻野目の出演は1988年発表の「DEAR〜コバルトの彼方へ〜」以来のこととなった。しかし『ザ・ベストテン』は1989年9月28日をもって番組終了となったため、同曲が最後のランクインとなった。
テレビ朝日系音楽番組『ミュージックステーション』で歌唱した時に、マイクのトラブルで歌声が聞こえず、途中で止められ再度歌い直しされたというハプニングがあった。
TBS系バラエティ番組『加トちゃんケンちゃんごきげんテレビ』にて、歌詞を変えて歌唱されたことがある。

## 収録曲
1. 湘南ハートブレイク（3分52秒）
作詞：売野雅勇／作曲：大田黒裕司／編曲：矢野立美
2. 恋しくて（4分1秒）
作詞：麻生圭子／作曲：林哲司／編曲：船山基紀